# Michelin Le Mans Cup 2017
Navigation
Édition précédente Édition suivante
Le Michelin Le Mans Cup 2017 est la deuxième saison du Michelin GT3 Le Mans Cup. Elle a débuté le 13 mai à l'Autodromo Nazionale di Monza et s'est terminée le 21 octobre à l'Autódromo Internacional do Algarve.

## Calendrier
Le calendrier 2017 :
| N° | Date         | Course            | Circuit                            | Lieu          | Pays     |
| -- | ------------ | ----------------- | ---------------------------------- | ------------- | -------- |
| 1  | 13 mai       | Monza             | Autodromo Nazionale di Monza       | Monza         | Italie   |
| 2  | 15 & 17 juin | Road to Le Mans   | Circuit des 24 Heures              | Le Mans       | France   |
| 3  | 22 juillet   | Red Bull Ring     | Circuit de Spielberg               | Spielberg     | Autriche |
| 4  | 26 août      | Le Castellet      | Circuit Paul-Ricard                | Le Castellet  | France   |
| 5  | 23 septembre | Spa-Francorchamps | Circuit de Spa-Francorchamps       | Francorchamps | Belgique |
| 6  | 21 octobre   | Algarve           | Autódromo Internacional do Algarve | Portimão      | Portugal |

## Engagés

### LMP3
| Équipe               | Voiture           | No. | Pilotes                   | Manches |
| -------------------- | ----------------- | --- | ------------------------- | ------- |
| United Autosports    | Ligier JS P3      | 2   | John Falb                 | 2       |
| United Autosports    | Ligier JS P3      | 2   | Sean Rayhall              | 2       |
| United Autosports    | Ligier JS P3      | 22  | Matthew Bell              | 1–2     |
| United Autosports    | Ligier JS P3      | 22  | James McGuire             | 1–2     |
| United Autosports    | Ligier JS P3      | 23  | Shaun Lynn                | 1–2     |
| United Autosports    | Ligier JS P3      | 23  | Richard Meins             | 1–2     |
| DKR Engineering      | Norma M30         | 3   | Jean Glorieux             | 1–2     |
| DKR Engineering      | Norma M30         | 3   | Alexander Toril           | 1–2     |
| DKR Engineering      | Norma M30         | 6   | Edgar Lau                 | 2       |
| DKR Engineering      | Norma M30         | 6   | Jacques Wolf              | 2       |
| DKR Engineering      | ADESS-03          | 91  | Sylvain Boulay            | 2       |
| DKR Engineering      | ADESS-03          | 91  | Yojiro Terada             | 2       |
| Cool Racing by GPC   | Ligier JS P3      | 4   | Alexandre Coigny          | 2       |
| Cool Racing by GPC   | Ligier JS P3      | 4   | Gino Forgione             | 2       |
| Duqueine Engineering | Ligier JS P3      | 9   | Joel Janco                | 1–2     |
| Duqueine Engineering | Ligier JS P3      | 9   | Gerry Kraut               | 1–2     |
| Duqueine Engineering | Ligier JS P3      | 10  | Antonin Borga             | 2       |
| Duqueine Engineering | Ligier JS P3      | 10  | Lucas Borga               | 2       |
| Duqueine Engineering | Ligier JS P3      | 11  | Lucas Légeret             | 2       |
| Duqueine Engineering | Ligier JS P3      | 11  | Nicolas Melin             | 2       |
| SVC Sport Management | Ligier JS P3      | 12  | Marco Cencetti            | 2       |
| SVC Sport Management | Ligier JS P3      | 12  | Marcello Marateotto       | 2       |
| RLR Msport           | Ligier JS P3      | 14  | Alex Kapadia              | 1–2     |
| RLR Msport           | Ligier JS P3      | 14  | Ross Warburton            | 1       |
| RLR Msport           | Ligier JS P3      | 14  | Martin Rich               | 2       |
| RLR Msport           | Ligier JS P3      | 87  | Morten Dons               | 2       |
| RLR Msport           | Ligier JS P3      | 87  | John Farano               | 2       |
| By Speed Factory     | Ligier JS P3      | 15  | Ate de Jong               | 2       |
| By Speed Factory     | Ligier JS P3      | 15  | Tacksung Kim              | 2       |
| M.Racing - YMR       | Ligier JS P3      | 18  | Alexandre Cougnaud        | 2       |
| M.Racing - YMR       | Ligier JS P3      | 18  | Romano Ricci              | 2       |
| M.Racing - YMR       | Ligier JS P3      | 53  | Natan Bihel               | 1–2     |
| M.Racing - YMR       | Ligier JS P3      | 53  | Laurent Millara           | 1–2     |
| M.Racing - YMR       | Norma M30         | 19  | Erwin Creed               | 2       |
| M.Racing - YMR       | Norma M30         | 19  | Yann Ehrlacher            | 2       |
| Ibrán Pardo Javier   | Ligier JS P3      | 33  | Javier Ibrán              | 1–2     |
| Ibrán Pardo Javier   | Ligier JS P3      | 33  | Mathijs Bakker            | 1       |
| Ibrán Pardo Javier   | Ligier JS P3      | 33  | Dirk Waaijenberg          | 2       |
| KEO Racing           | Ligier JS P3      | 43  | Scott Andrews             | 1       |
| KEO Racing           | Ligier JS P3      | 43  | Yoshiharu Mori            | 1       |
| SPV MotorSport       | Ligier JS P3      | 44  | Álvaro Fontes             | 1–2     |
| SPV MotorSport       | Ligier JS P3      | 44  | Kim Rødkjær               | 1       |
| SPV MotorSport       | Ligier JS P3      | 44  | Andrew Cummings           | 2       |
| Kox Racing           | Ligier JS P3      | 48  | Peter Kox                 | 1–2     |
| Kox Racing           | Ligier JS P3      | 48  | Nico Pronk                | 1–2     |
| Win Motorsport       | Ligier JS P3      | 49  | Richard Bradley           | 2       |
| Win Motorsport       | Ligier JS P3      | 49  | William Lok               | 2       |
| Spirit of Race       | Ligier JS P3      | 55  | Claudio Sdanewitsch       | 1–2     |
| Spirit of Race       | Ligier JS P3      | 55  | Maurizio Mediani          | 1       |
| Spirit of Race       | Ligier JS P3      | 55  | Michele Rugolo            | 2       |
| Graff                | Ligier JS P3      | 65  | Émilien Carde             | 1–2     |
| Graff                | Ligier JS P3      | 65  | Adrien Chila              | 1–2     |
| Graff                | Ligier JS P3      | 66  | Scott Andrews             | 2       |
| Graff                | Ligier JS P3      | 66  | John Corbett              | 2       |
| Graff                | Ligier JS P3      | 72  | Philippe Cimadomo         | 2       |
| Graff                | Ligier JS P3      | 72  | Thomas Dagoneau           | 2       |
| Graff                | Ligier JS P3      | 89  | Greg Taylor               | 2       |
| Graff                | Ligier JS P3      | 89  | James Winslow             | 2       |
| Nielsen Racing       | Ligier JS P3      | 79  | Colin Noble               | 1–2     |
| Nielsen Racing       | Ligier JS P3      | 79  | Tony Wells                | 1–2     |
| Eurointernational    | Ligier JS P3      | 85  | Mark Kvamme               | 2       |
| Eurointernational    | Ligier JS P3      | 85  | Alex Popow                | 2       |
| Eurointernational    | Ligier JS P3      | 86  | Ricky Capo                | 2       |
| Eurointernational    | Ligier JS P3      | 86  | Andrea Dromedari          | 2       |
| AT Racing            | Ligier JS P3      | 90  | Alexander Talkanitsa, Jr. | 2       |
| AT Racing            | Ligier JS P3      | 90  | Alexander Talkanitsa, Sr. | 2       |
| TKS                  | Ginetta-Juno LMP3 | 92  | Shinyo Sano               | 2       |
| TKS                  | Ginetta-Juno LMP3 | 92  | Takuya Shirasaka          | 2       |
| Motorsport98         | Ligier JS P3      | 98  | Eric De Doncker           | 1–2     |
| Motorsport98         | Ligier JS P3      | 98  | Andy Meyrick              | 1–2     |
| N'Race               | Ligier JS P3      | 99  | Alain Costa               | 1–2     |
| N'Race               | Ligier JS P3      | 99  | Jordan Perroy             | 1–2     |

### GT3
| Équipe               | Voiture                      | No. | Pilotes                      | Manches |
| -------------------- | ---------------------------- | --- | ---------------------------- | ------- |
| Ram Racing           | Mercedes-AMG GT3             | 5   | Tom Onslow-Cole              | 1–2     |
| Ram Racing           | Mercedes-AMG GT3             | 5   | Remon Leonard Vos            | 1–2     |
| AmDTuning            | Mercedes-AMG GT3             | 7   | Phil Keen                    | 1–2     |
| AmDTuning            | Mercedes-AMG GT3             | 7   | Lee Mowle                    | 1–2     |
| SVC Sport Management | Lamborghini Huracán GT3      | 8   | Steeve Hiesse                | 1–2     |
| SVC Sport Management | Lamborghini Huracán GT3      | 8   | Cédric Mézard                | 1–2     |
| Gulf Racing UK       | Porsche 911 GT3 R            | 20  | Andrew Baker                 | 2       |
| Gulf Racing UK       | Porsche 911 GT3 R            | 20  | Ben Barker                   | 2       |
| Garage 59            | McLaren 650S GT3             | 24  | Michael Benham               | 2       |
| Garage 59            | McLaren 650S GT3             | 24  | Duncan Tappy                 | 2       |
| Garage 59            | McLaren 650S GT3             | 88  | Chris Goodwin                | 2       |
| Garage 59            | McLaren 650S GT3             | 88  | Alexander West               | 2       |
| Delahaye Racing Team | Porsche 911 GT3 R            | 28  | Pierre-Étienne Bordet        | 2       |
| Delahaye Racing Team | Porsche 911 GT3 R            | 28  | Alexandre Viron              | 2       |
| Ebimotors            | Lamborghini Huracán GT3      | 46  | Fabio Babini                 | 1–2     |
| Ebimotors            | Lamborghini Huracán GT3      | 46  | Emanuele Busnelli            | 1–2     |
| Larbre Compétition   | Mercedes-Benz SLS AMG GT3    | 50  | Franck Labescat              | 2       |
| Larbre Compétition   | Mercedes-Benz SLS AMG GT3    | 50  | Christian Philippon          | 2       |
| Optimum Racing       | Audi R8 LMS                  | 75  | Flick Haigh                  | 1–2     |
| Optimum Racing       | Audi R8 LMS                  | 75  | Joe Osborne                  | 1–2     |
| IMSA Performance     | Porsche 911 GT3 R            | 76  | Thierry Cornac               | 2       |
| IMSA Performance     | Porsche 911 GT3 R            | 76  | Raymond Narac                | 2       |
| IMSA Performance     | Porsche 911 GT3 R            | 96  | Michel Ettouati              | 2       |
| IMSA Performance     | Porsche 911 GT3 R            | 96  | Franck Racinet               | 2       |
| Kessel Racing        | Ferrari 458 Italia GT3       | 93  | Deborah Mayer                | 2       |
| Kessel Racing        | Ferrari 458 Italia GT3       | 93  | Claudio Schiavoni            | 2       |
| Spirit of Race       | Ferrari 488 GT3              | 94  | Martin Lanting               | 2       |
| Spirit of Race       | Ferrari 488 GT3              | 94  | Patrick Van Glabeke          | 2       |
| Spirit of Race       | Ferrari 458 Italia GT3       | 95  | Maurizio Mediani             | 2       |
| Spirit of Race       | Ferrari 458 Italia GT3       | 95  | Christoph Ulrich             | 2       |
| TF Sport             | Aston Martin V12 Vantage GT3 | 97  | Modèle:OMN-d Ahmad Al Harthy | 2       |
| TF Sport             | Aston Martin V12 Vantage GT3 | 97  | Tom Jackson                  | 2       |

## Résultats
Gras indique le vainqueur au général.
| Mc. | Mc. | Circuit       | Équipe vainqueure LMP3        | Équipe vainqueure GT3                    | Résultats |
| Mc. | Mc. | Circuit       | Pilotes vainqueurs LMP3       | Pilotes vainqueurs GT3                   | Résultats |
| --- | --- | ------------- | ----------------------------- | ---------------------------------------- | --------- |
| 1   | 1   | Monza         | No. 79 Nielsen Racing         | No. 7 AmDTuning                          | Résultats |
| 1   | 1   | Monza         | Colin Noble Tony Wells        | Phil Keen Lee Mowle                      | Résultats |
| 2   | C1  | Le Mans       | No. 2 United Autosports       | No. 97 TF Sport                          | Résultats |
| 2   | C1  | Le Mans       | Sean Rayhall John Falb        | Modèle:OMN-d Ahmad Al Harthy Tom Jackson | Résultats |
| 2   | C2  | Le Mans       | No. 3 DKR Engineering         | No. 97 TF Sport                          | Résultats |
| 2   | C2  | Le Mans       | Jean Glorieux Alexander Toril | Modèle:OMN-d Ahmad Al Harthy Tom Jackson | Résultats |
| 3   | 3   | Red Bull Ring | No. 3 DKR Engineering         | No. 46 Ebimotors                         | Résultats |
| 3   | 3   | Red Bull Ring | Jean Glorieux Alexander Toril | Fabio Babini Emanuele Busnelli           | Résultats |
| 4   | 4   | Paul Ricard   | No. 3 DKR Engineering         | No. 46 Ebimotors                         | Résultats |
| 4   | 4   | Paul Ricard   | Jean Glorieux Alexander Toril | Fabio Babini Emanuele Busnelli           | Résultats |
| 5   | 5   | Spa           | No. 3 DKR Engineering         | No. 7 AmDTuning                          | Résultats |
| 5   | 5   | Spa           | Jean Glorieux Alexander Toril | Dominik Baumann Lee Mowle                | Résultats |
| 6   | 6   | Algarve       | No. 98 Motorsport98           | No. 20 Gulf Racing UK                    | Résultats |
| 6   | 6   | Algarve       | Eric De Doncker Andy Meyrick  | Andrew Baker Ben Barker                  | Résultats |

## Classement

### Attribution des points
| Système des points | Système des points | Système des points | Système des points | Système des points | Système des points | Système des points | Système des points | Système des points | Système des points | Système des points | Système des points | Système des points |
| Position           | 1er                | 2e                 | 3e                 | 4e                 | 5e                 | 6e                 | 7e                 | 8e                 | 9e                 | 10e                | Au-delà            | Pole position      |
| ------------------ | ------------------ | ------------------ | ------------------ | ------------------ | ------------------ | ------------------ | ------------------ | ------------------ | ------------------ | ------------------ | ------------------ | ------------------ |
| Points             | 25                 | 18                 | 15                 | 12                 | 10                 | 8                  | 6                  | 4                  | 2                  | 1                  | 0.5                | 1                  |

### Légende des tableaux de classements
La voiture en pole position de chaque catégorie à son résultat en gras.
| DNF          | La voiture n'a pas terminée la course.                                                |
| DNS          | La voiture n'a pas pu prendre le départ.                                              |
| DNC          | La voiture n'a pas été classée car elle a parcouru moins de 70 % des tours du leader. |
| DSQ          | La voiture a été disqualifiée par l'organisation.                                     |
| Casse vierge | La voiture ou le pilote n'était pas inscrit à la course.                              |

### Championnat des pilotes
Seules les 10 premières places sont affichées ici (18 pilotes), au total 55 pilotes ont été classés.